# Waterloo (album)
 Denne artikel omhandler albummet Waterloo af Abba. Opslagsordet har også en anden betydning, se Waterloo.
Waterloo er et pop-album fra 1974 af gruppen ABBA. Waterloo er gruppens andet album

## Trackliste
1. Waterloo
2. Sitting in a palmtree
3. King Kong song
4. Hasta Mañana
5. My mamma said
6. Dance (While the music still goes on)
7. Honey, honey
8. Watch out
9. What about Livingstone?
10. Gonna sing you my lovesong
11. Suzy-hang-around

Bonusnumre (cd):
1. Ring, ring (1974 Remix)
2. Waterloo (Swedish version)
3. Honey, honey (Swedish version)